# رينيه فاسكيز دياز
رينيه فاسكيز دياز (بالسويدية: René Vázquez Díaz)‏ هو صحفي وكاتب مسرحي ومترجم وكاتب سويدي وكوبي، ولد في 7 سبتمبر 1952 في مقاطعة فيلا كلارا في كوبا.